# Судислав Владимирович
Судисла́в Влади́мирович (в монашестве Савва, ум. 1063) — князь Псковский (1014—1036), сын Владимира I Святославича. Местно чтится как святой преподобный (затворник) в Соборе всех преподобных и в Соборе Псковских святых.

## Биография
Носил уникальное в роду Рюриковичей имя (известное также вне княжеской династии). В списках сыновей Владимира называется последним; возможно, был самым младшим. По данным Никоновской летописи, в 1014 году, когда началась борьба Ярослава с отцом, Владимир выделил из Новгородского княжества (имеется в виду политический институт, территориальное название — Новгородская земля) — Псков и отдал его Судиславу, что кажется вполне вероятным, учитывая, что, по данным Повести временных лет, его брат Ярослав Мудрый заточил его именно в этом городе. Ничего не известно об участии Судислава в усобице Владимировичей 1015—1019 годов, однако во время нового тура борьбы за власть (между Ярославом, Мстиславом Тмутараканским и Брячиславом Полоцким) он, очевидно, оказался опасным для Ярослава, который предпочёл его изолировать. В 1036 году по смерти Мстислава он внезапно захватил Судислава и ликвидировал Псковское княжество.
Судислав просидел в тюрьме 23 года, пережив Ярослава Мудрого и оказавшись последним остававшимся в живых сыном Владимира Святого. Его племянники-«триумвиры» Изяслав, Святослав, Всеволод в 1059 году «высадили» дядю из «поруба» (тюрьмы), привели его к присяге (будучи старше их на поколение, он, по русским династическим понятиям, мог претендовать на престол), потребовав от него отказа от права на киевский престол. Судислав стал монахом в киевском Георгиевском монастыре, где и умер в 1063 году. Это первый известный по источникам Рюрикович, принявший монашество.

## Интересные факты
С Судиславом Владимировичем как единственным князем, носившим данное имя, костромские краеведы традиционно связывали название городка Судиславль Костромской области. Однако, по-видимому, название города связано с неким боярином по имени Судислав.